# Thom von Post
Thomas Erik von Post, född 8 mars 1858 på Rejmyre glasbruk i Skedevi socken, Finspånga läns härad, Östergötlands län, död 30 april 1912 i Stockholm, var botanist och upprättare av Uppsala läns frökontrollanstalt.
Thom von Post var son till professor Hampus von Post vid Ultuna och Beata von Post och blev student vid Uppsala universitet 1880. Redan året därpå påbörjade han arbetet med upprättandet av Uppsala läns frökontrollanstalt. Han var anstaltens föreståndare åren 1887-1912.
von Post gav 1904 ut det stora verket Lexicon generum phanerogamarum inde ab anno MDCCXXXVII: cum nomenclatura legitima internationali et systemate inter recentia medio. Den blev senare reviderad och kompletterad av den tyske forskaren Otto Kuntze.  Detta verk anger varje växtsläkts äldsta giltiga namn enligt prioriteringsprincipens fordringar från och med 1737, årtalet för Carl von Linnés Genera plantarum. Den botaniska nomenklaturen har dock senare bestämt att startdatum för denna princip skall utgöras av Species Plantarum 1753, eftersom det var först då binomial nomenklatur tillämpades genomgående.
Oscar Ekman (1812-1907) lät 1905 anlägga växtmedicinska anstalten Esperanza i Skåne vid Karlslund utanför Landskrona. Under von Posts ledning och med fortsatt understöd av Oscar Ekmans arvingar i första rummet friherre Karl Langenskiöld och hans maka (vilken senare skänkte Esperanza till Svenska medicinalväxtföreningen) har denna anstalt i infriat de mål som dess grundare satte upp.
von Post författade 1880 Upplands nations spex Aeneas och Dido. Han gav år 1882 ut För mycket cokes och ingen ved. Han skrev 1884 ytterligare en pjäs tillsammans med Karl Wilhelm Wadman (1856-1903), enaktaren Långlån. Bland andra verk finns Om odling af medicinalväxter, som han var författare till tillsammans med Hjalmar Lindström 1906.